# 日本獐牙菜
日本獐牙菜（学名：Swertia diluta var. tosaensis）为龙胆科獐牙菜属下的一个变种。

## 扩展阅读
- 維基物種上的相關：日本獐牙菜